# Madden NFL 16
Madden NFL 16 est un jeu de simulation de sport (football américain) basé sur la National Football League et sorti le 25 août 2015 sur la PlayStation 3, la PlayStation 4, la Xbox 360 et la Xbox One. Le jeu a été développé et édité par Electronic Arts et fait partie de la série de jeu Madden NFL. Il a été classé pour tous par l'ESRB. La série Madden NFL n'a aucune concurrence sur le marché du jeu vidéo.

## Bande-son
| Artiste(s)                                  | Chanson                 |
| ------------------------------------------- | ----------------------- |
| A Thousand Horses                           | Travelin' Man           |
| Big Data avec Dragonette                    | Get Some Freedom        |
| Blackberry Smoke                            | Holding All the Roses   |
| Brooke Candy                                | Rubber Band Stacks      |
| Don Broco                                   | Automatic               |
| Fashawn avec Nas & Aloe Blacc               | Something to Believe In |
| GOH vs. Sugarstarr avec Method Man & Redman | I Used to Be            |
| Hermitude avec Young Tapz                   | Through the Roof        |
| James Bay                                   | Collide                 |
| Jimi Charles Moody                          | House of Moody          |
| John Newman                                 | Come and Get It         |
| Joywave                                     | Destruction             |
| Los                                         | Ghetto Boy              |
| Lee Brice                                   | Sirens                  |
| LunchMoney Lewis                            | Ain’t Too Cool          |
| Modestep & Teddy Killerz                    | Make You Mine           |
| NF                                          | Intro                   |
| No Wyld                                     | Odyssey                 |
| Nothing But Thieves                         | Ban All the Music       |
| Rag’n’Bone Man                              | Wolves                  |
| Robert DeLong                               | Better Days             |
| Sigma feat. Labrinth                        | Higher                  |
| The Cadillac Three                          | I’m Rockin’             |
| The Weeknd                                  | Can't Feel My Face      |
| twenty one pilots                           | Heavydirtysoul          |
| Viv et the Revival                          | Flash                   |
| X Ambassadors                               | Superpower              |
| Xilent avec Diamond Eyes                    | Animation               |
| Yelawolf                                    | Fiddle Me This          |
| Youngblood Hawke                            | Knock Me Down           |